# Barbula majuscula
Barbula majuscula är en bladmossart som beskrevs av C. Müller 1898. Barbula majuscula ingår i släktet neonmossor, och familjen Pottiaceae. Inga underarter finns listade i Catalogue of Life.